# Hidegkút (Hargita megye)
Hidegkút (románul Vidăcut) falu Romániában, Hargita megyében. Közigazgatásilag Székelyandrásfalvához tartozik.

## Fekvése
A falu Székelykeresztúrtól 13 km-re északnyugatra, Udvarhelyszék nyugati határán helyezkedik el.

## Története
Az 1920-as években jött létre Székelyhidegkút (Vidacutul Român) és Magyarhidegkút (Vidacutul Unguresc) egyesülésével.